# 大場智満
大場 智満（おおば ともみつ、1929年5月8日 - 2023年5月11日）は、日本の大蔵官僚、元財務官。東京都杉並区出身。国際金融の専門家として、日本の金融自由化を推進した。

## 来歴・人物
大蔵省では吉野良彦（のち大蔵事務次官）らと入省同期にあたる。1983年に財務官就任後、日米円・ドル委員会（1983年11月設置、のちの日米金融協議 (コトバンク)）での東証のオフショア市場開設会合や、1985年のプラザ合意での政策決定交渉過程に、行天豊雄（国際金融局長）らと共に日本側事務方代表の財務官職として実務者協議に関わった。
のちに、プラザ合意が日本のバブル経済の直接的原因ではなかった点も述べている（プラザ合意#議論・評価、竹内道雄、金融政策#日本も参照）。
2023年5月11日、心筋梗塞のため死去。94歳没。

## 略歴

### 学歴
- 暁星中学校卒業
- 第一高等学校卒業
- 1953年 - 東京大学法学部法律学科卒業

### 職歴
- 1953年4月 - 大蔵省入省。為替局調査課配属[3]。大場と同じ旧制入省組同期に吉野良彦、水野繁、宮本保孝、津島雄二らがいる。新制入省組には西垣昭、梅沢節男らがいる。
- 1955年5月 - 関東財務局管財部管財課
- 1956年7月 - 関東財務局理財部金融課
- 1957年5月 - 大臣官房・高等税務講習受講
- 1959年11月 - 上野税務署長
- 1960年11月 - 銀行局保険第二課長補佐心得
- 1963年4月 - 外務省研修所研修
- 1963年6月 - 銀行局付
- 1963年12月 - 外務省在イタリア大使館（イタリア語版）書記官
- 1967年6月 - 関税局国際課長補佐
- 1969年8月 - 日本輸出入銀行総務部総務課長
- 1971年6月 - 国際金融局投資第三課長
- 1972年7月 - 国際金融局短期資金課長
- 1976年6月 - 国際金融局総務課長
- 1977年6月 - 大臣官房審議官（大臣官房担当）
- 1978年6月 - 大臣官房審議官（国際金融局担当）
- 1979年7月 - 国際金融局次長
- 1982年6月 - 国際金融局長
- 1983年6月 - 財務官
- 1986年6月 - 退任 国際金融情報センター理事長

## 著書
- 『二つの空洞化を超えて 円高克服の処方箋を探る』日本放送出版協会、1995年
- 『世界ビジネスジョーク集』中公新書ラクレ、2003年、著者名は「おおば ともみつ」
- 『世界の首脳・ジョークとユーモア集』中公新書ラクレ、2008年、同上